# Здание Министерства инфраструктуры Украины
Здание Министерства инфраструктуры Украины — небоскрёб в Киеве. До 2010 года здание занимало Министерство транспорта и связи, на базе которого было образовано Министерство инфраструктуры.
Это здание является одним из первых небоскрёбов Украины. Построенный в 1986 году как вычислительный центр Аэрофлота, небоскрёб стал одним из самых высоких в стране. В 2003 году здание было практически сооружено заново (от старого здания оставили только несущий каркас).

## Авария в здании Министерства транспорта и связи Украины
29 мая 2006 года в здании находясь на 11 этаже оборвался скоростной лифт. Система экстренного торможения остановила лифт всего в полуметре от первого этажа. На больничных койках оказалось 16 человек, 5 из них были тяжело травмированы.